# Sid Catlett (cestista)
Sidney Leon Catlett, detto Sid (Washington, 18 aprile 1948 – Atlanta, 3 novembre 2017), è stato un cestista statunitense, professionista nella NBA.

## Carriera
Figlio del batterista jazz Sidney "Big Sid" Catlett, venne selezionato dai Cincinnati Royals al quarto giro del Draft NBA 1971 (55ª scelta assoluta).